# Britt George
Britt George (* 17. Oktober 1971 in Orlando, Orange County, Florida) ist ein US-amerikanischer Schauspieler und Filmproduzent.

## Leben
George debütierte 1996 in einer Episode der Fernsehserie Florida Lady als Schauspieler. Er übernahm größere Rollen in den Fernsehserien Burning Hollywood, Cryptid: The Swamp Beast und Too Close to Home. Er hatte Episodenrollen in bekannten Fernsehserien wie Polizeibericht Los Angeles, Boston Legal, Las Vegas, Dexter, True Blood oder auch Outer Banks. 2017 übernahm er in dem Science-Fiction-Film Alien Convergence – Angriff der Drachenbiester die Rolle des General Wesley Augursin.
Seit 2009 ist George außerdem als Filmproduzent tätig. So war er für die Fernsehserie Burning Hollywood in dieser Funktion tätig, schrieb aber auch für fünf Episoden das Drehbuch und führte die Regie. Er veröffentlichte bisher vier Kurzfilme.

## Filmografie (Auswahl)

### Schauspiel
- 1996: Florida Lady (Fernsehserie, Episode 2x07)
- 1997: The Mystery Files of Shelby Woo (Fernsehserie, Episode 3x01)
- 2000: Was geht, Noah? (Noah Knows Best) (Fernsehserie)
- 2000: Die Jazz Connection (For Love or Country: The Arturo Sandoval Story) (Fernsehfilm)
- 2001: Extreme Force
- 2001: The Falkland Man
- 2002: Deadly Species
- 2002: The Code Conspiracy
- 2002: Bending All the Rules
- 2003: Nur Hunde kommen in den Himmel (Quigley)
- 2003: Polizeibericht Los Angeles (Dragnet) (Fernsehserie, 2 Episoden)
- 2004: The Eliminator
- 2005: My Crazy Life (Fernsehserie, Episode 1x05)
- 2005: Passions (Fernsehserie, Episode 1x1515)
- 2005: Mind of Mencia (Fernsehserie, Episode 1x12)
- 2005: Guilty or Innocent? (Fernsehserie, Episode 1x15)
- 2005: Supernatural (Fernsehfilm)
- 2006: Save Me (Kurzfilm)
- 2006: Backlash
- 2006: Boston Legal (Fernsehserie, Episode 3x08)
- 2006: Las Vegas (Fernsehserie, Episode 4x05)
- 2006: Faith Happens
- 2007: Cowboys and Indians (Kurzfilm)
- 2009: Burning Hollywood (Fernsehserie, 6 Episoden)
- 2009: From the Shadows
- 2010: When the Waters Rise (Kurzfilm)
- 2013: RockBarnes: The Emperor in You
- 2013: Cathedral Canyon
- 2013: Dexter (Fernsehserie, Episode 8x01)
- 2013: True Blood (Fernsehserie, Episode 6x05)
- 2013: Sharp
- 2014: Cryptid: The Swamp Beast (Fernsehserie, 6 Episoden)
- 2015: Welcome to Inspiration
- 2015: Sunny in the Dark
- 2015: Homes of Horror (Fernsehserie, Episode 3x12)
- 2016: Elvis lebt! – Nicht tot, nur Undercover (Elvis Lives!, Fernsehfilm)
- 2016: Heels
- 2016: Boonville Redemption
- 2016–2017: Too Close to Home (Fernsehserie, 6 Episoden)
- 2017: Alien Convergence – Angriff der Drachenbiester (Alien Convergence)
- 2018: Vagabond (Kurzfilm)
- 2019: A Girl Named Jo (Fernsehserie, 2 Episoden)
- 2019: Tropical Cop Tales (Fernsehserie, Episode 1x07)
- 2020: Outer Banks (Fernsehserie, Episode 1x09)
- 2020: Pistachio Goes to Walt Disney World!
- 2021: Burning Lies (Fernsehfilm)
- 2021: Cult Cartel
- 2021: Labor of Lies (Fernsehfilm)
- 2022: If Walls Could Talk
- 2022: A Broken Mother (Fernsehfilm)
- 2022: 9-1-1 (Fernsehserie, Episode 5x15)
- 2022: First Kill (Fernsehserie, Episode 1x07)
- 2022: She-Hulk: Die Anwältin (She-Hulk: Attorney at Law, Fernsehserie, Episode 1x04)
- 2022: Dahmer – Monster: Die Geschichte von Jeffrey Dahmer (Dahmer – Monster: The Jeffrey Dahmer Story, Fernsehserie, Episode 1x09)
- 2022: A Waltons Thanksgiving
- 2023: Malum
- 2023: CSI: Vegas (CSI: Crime Scene Investigation, Fernsehserie, Episode 2x18)

### Produktion
- 2009: Burning Hollywood (Fernsehserie, 6 Episoden, auch Drehbuch und Regie für 5 Episoden)
- 2009: From the Shadows
- 2010: Trim
- 2011: The Fairway (Kurzfilm)
- 2013: RockBarnes: The Emperor in You
- 2013: Cathedral Canyon
- 2013: Poker Donkey (Kurzfilm)
- 2015: Penny for Your Thoughts (Kurzfilm)
- 2016: Heels
- 2018: Vagabond (Kurzfilm)